# Sheffield (Vermont)
Sheffield è una città degli Stati Uniti d'America, nella contea di Caledonia, nello Stato del Vermont. La popolazione era di 703 abitanti nel censimento del 2010.